# سولانا دي ريوالمار
بلدية سولانا دي ريوالمار (بالإسبانية: Solana de Rioalmar) هي بلدية تقع في مقاطعة آبلة التابعة لمنطقة قشتالة وليون وسط إسبانيا.

## الديموغرافيا
بلغ عدد سكان بلدية سولانا دي ريوالمار 217 نسمة عام 2011 (وفقاً للمعهد الوطني للإحصاء الإسباني).
| 304 | 296 | 281 | 260 | 261 | 244 | 217 |